# Louis-Gustave Binger

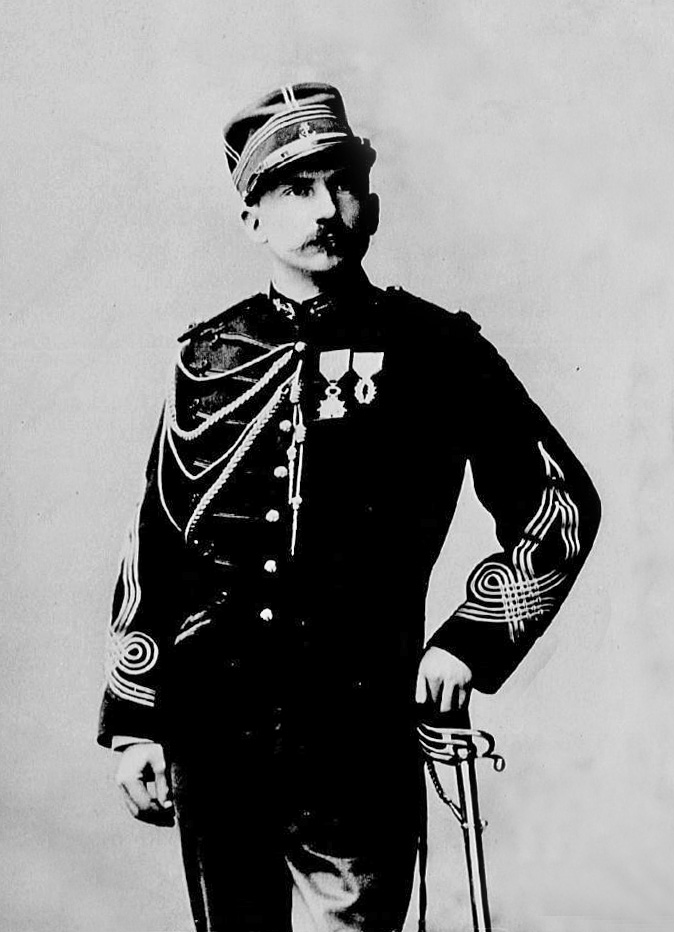
Louis-Gustave Binger

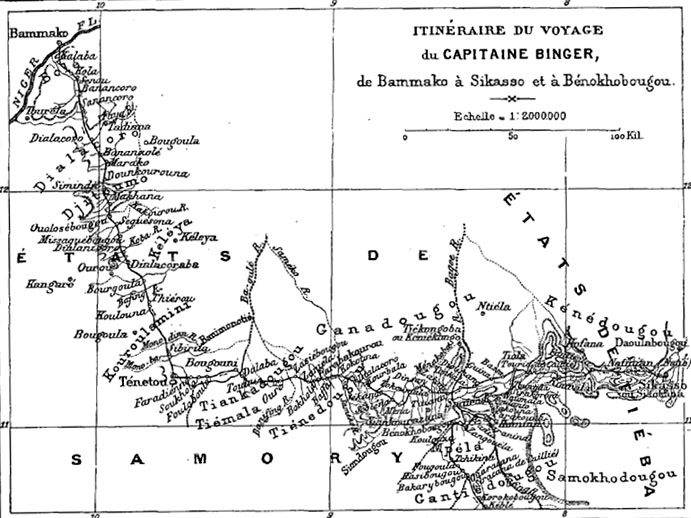
Itinerario de Louis Binger, desde Bamako a Sikasso y Bénokhobougou, ilustración de ‘’Le Tour du Monde’’ (1891)

Louis-Gustave Binger (14 de octubre de 1856-10 de noviembre de 1936) fue un oficial de infantería de Marina, administrador colonial y explorador francés del África Occidental. Jugó un papel decisivo en la consolidación del imperio colonial francés en la región.

## Biografía

### Primeros años
Binger nació en Estrasburgo, en el Bajo Rin, en una familia protestante. Vivió, después de la muerte de su padre, en Niederbronn y luego en Sarreguemines. En Niederbronn tuvo un maestro llamado Sr. Münch, quien le transmitió las historias de exploradores como David Livingstone, René Caillié o Heinrich Barth. Trabajó con un comerciante de hierro, fundición, ferretería y abarrotes al por mayor. 
Para escapar del servicio militar alemán, obtuvo, a cambio de un pago, una solicitud de permiso para emigrar. En 1873, partió hacia Francia y encontró trabajo como vendedor de ferretería en Sedán. Siguió estudios impartidos por profesores civiles y jóvenes oficiales. En octubre de 1874 se alistó en el ejército francés, fue rápidamente ascendido al rango de sargento, luego a sargento mayor, y continuó sus estudios de derecho e historia. Fue admitido en una escuela de infantería militar en 1879 y, ya como subteniente, decidió en 1880 alistarse como voluntario para las colonias.

### Viajes a Senegal
En enero de 1882, Binger se embarcó con destino a Senegal. Llegó a Dakar, donde se ofreció como voluntario en el campamento de Las Madeleines, entonces contaminado por la fiebre amarilla. Conoció por casualidad a Alfred Dodds y fue por él contratado para una expedición a Casamanza destinada a luchar contra dos jefes negros cuyas acciones habían puesto la región en agitación. Tras el éxito de la misión, sirvió en Dakar como inspector de correos y regresó a Francia en 1884. 
Dirigió varias compañías en Tolón y fue destinado a un departamento de contabilidad, lo que no le gustó. Se presentó voluntario para una misión topográfica en el Alto Senegal y en 1886 colaboró en la elaboración de un mapa de los establecimientos franceses en la región.
El Ministerio de Marina se hizo cargo de la publicación de su ensayo sobre la lengua bambara.

### Travesía del África Occidental
De 1887 a 1889 llevó a cabo la que quizá fuera la última gran exploración de África Occidental, en el curso de la cual firmó tratados y examinó las regiones del oeste de la cuenca del río Volta.
Louis Faidherbe lo apoyó en su ambiciosa empresa de cruzar África Occidental desde el alto Níger hasta la costa de Guinea. Tras salir de Bamako en febrero de 1887, Binger atravesó Tenetou y Sikasso (actual Mali), antes de dirigirse al sur hacia Kong, donde llegó en febrero de 1888. Señaló que las «Montañas Kong», que habían aparecido anteriormente en los mapas, no tenían existencia real. Por otra parte, identificó la estrecha divisoria de aguas entre los afluentes del Níger y los ríos que fluyen hacia el Golfo de Guinea, como el Komoé o el Bandama.
Desde Kong, Binger se dirigió al norte y, a través de Boromo (en el Volta Negro), hacia Uagadugú. Desde allí, obligado a dar un rodeo hacia el sur a través de la actual Ghana, llegó a Salaga en octubre, luego a Kintampo y Bondoukou. En enero de 1889 se reunió con Marcel Treich-Laplène, que había sido enviado a su encuentro, y continuó su expedición con él hasta Grand-Bassam (actual Costa de Marfil) transportado en hamaca. Pactó varios tratados con jefes locales, lo que puso bajo influencia francesa las regiones remotas situadas entre el Alto Níger y el Golfo de Guinea y abrió nuevas rutas para el tráfico comercial hacia la colonia francesa de Grand-Bassam.
A su regreso a Francia, recibió la gran medalla de oro de la Sociedad Geográfica. Binger describió su viaje en la obra llamada Du Niger au Golfe de Guinée. 
En 1892 regresó a la costa de Guinea para supervisar la formación de las fronteras entre las colonias británicas y francesas, pues fue nombrado comisionado de la misión francesa para demarcar la frontera en el país Ashanti.

### Estancia en Costa de Marfil

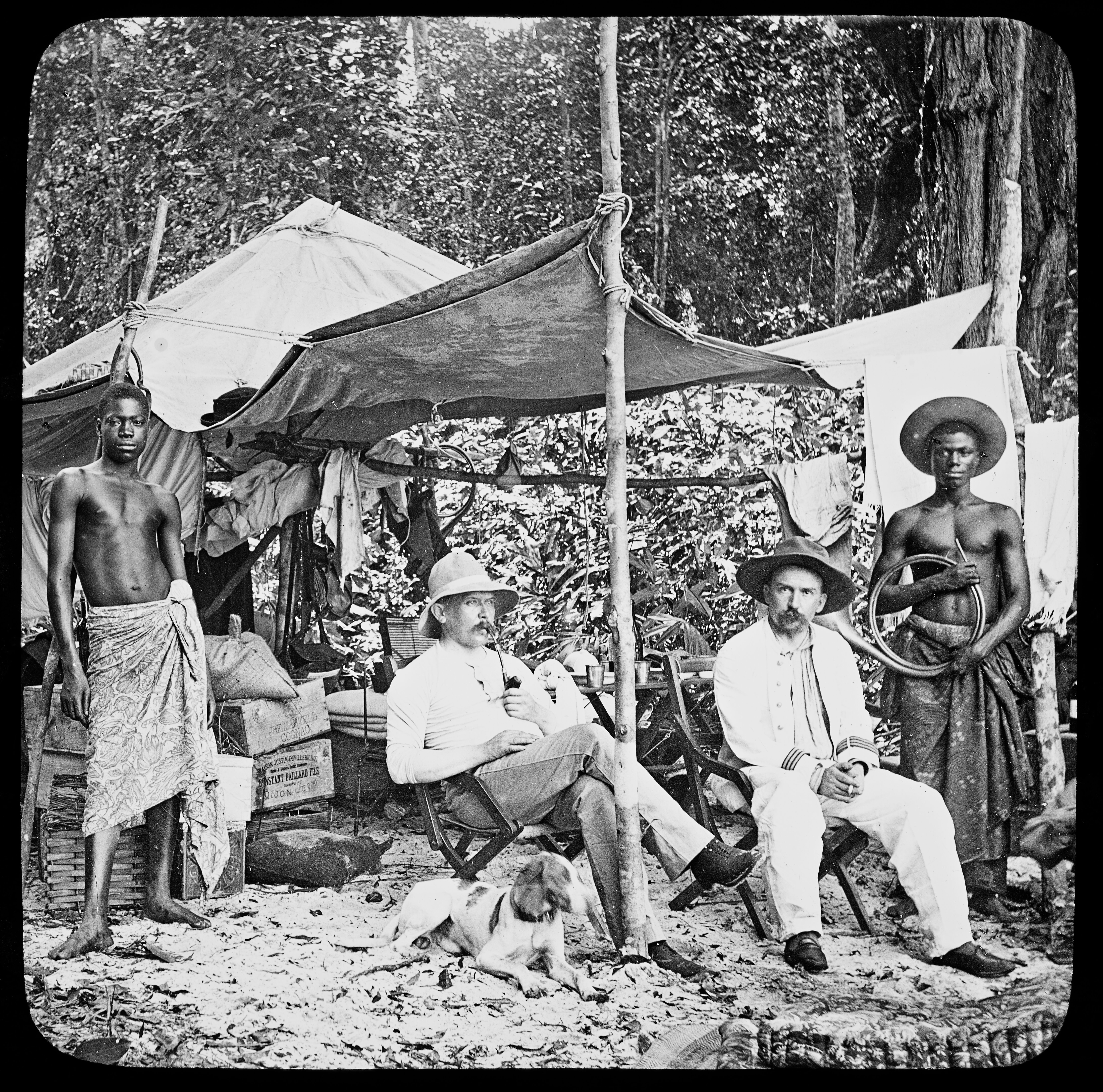
El capitán Binger y el teniente Braulot, en el campamento de Afforrénou, Costa de Marfil, enero de 1892

Fue el primer gobernador de Costa de Marfil francesa (1893-1895),cuyo nombre propuso, tomó posesión de la costa oeste de la colonia e hizo cumplir la convención con Liberia, creando diversos puestos y extendiendo la influencia de la colonia hasta Cap des Palmes. Por dos vías paralelas, inició la penetración hacia el interior fundando los puestos de Thiassalé en el río Bandama y de Bettié en el río Komoé.
En octubre de 1895 pidió ser relevado de sus funciones por motivos de salud. Quiso retirarse, pero André Lebon, ministro de las Colonias, le dijo que le habían reservado un puesto en el ministerio. Lebon le pidió que le explicara la situación en el Alto Níger para poder luchar contra Samory Touré, líder de la resistencia a la penetración y colonización francesa en África Occidental. Dese 1896 a 1907, fue director de Asuntos Africanos en el Ministerio de Colonias, y fue enviado en misión, con plenos poderes, a Senegal después de la captura de Samory Touré, para reorganizar el ejército. Participó en la elaboración de las convenciones que pusieron fin a las rivalidades entre Francia e Inglaterra en África en el periodo 1898-1906. 

### Actividades posteriores
Durante una de sus numerosas estancias en Londres, la Royal Geographical Society le concedió su medalla de oro. En 1908 se instaló en Périgord y viajó por Estados Unidos y Canadá. En 1918 se instaló en Estrasburgo y en 1926 la Cámara de Comercio de Grand-Bassam le contrató para una inspección de los establecimientos en el África Occidental Francesa.
Falleció en L'Isle-Adam, Isla de Francia y fue sepultado en el cementerio de Montparnasse de París. La ciudad de Bingerville, en Costa de Marfil, lleva su nombre.